# Grimes Golden
Grimes Golden ist eine Apfelsorte, die insbesondere im 19. und frühen 20. Jahrhundert in den USA weit verbreitet war. Es ist die wahrscheinliche Vatersorte von Golden Delicious, mit dem er auch in Geschmack, Aussehen und Anbaueigenschaften starke Ähnlichkeiten hat.

## Beschreibung
Grimes Golden hat einen ähnlich süßen Geschmack wie Golden Delicious, wird von den meisten Testern aber als etwas würziger beschrieben. Er eignet sich als Tafelapfel, zum Kochen und zur Cider-Produktion, ist aber weniger geeignet zum Backen. Der Apfel ist leicht länglich mit einem Ansatz zur Rippenbildung. Wie Golden Delicious hat er einen charakteristisch langen und fest sitzenden Stiel, optisch sind Grimes Golden und Golden Delicious kaum zu unterscheiden. Der Baum blüht im April mit weißen Blüten, die Früchte sind im September und Oktober erntereif.
Grimes Golden gehört zu den wenigen Apfelsorten, die sich selbst befruchten können. Er braucht viel Sonne und einen gut entwässernden Boden. Der Baum ist allerdings anfällig für Kragenfäule, die Ende des 19. Jahrhunderts große Bestände zerstörte und zuerst als „Grimes Kragenfäule“ bekannt war. Grimes Golden wird in warmem Klima früh reif und besitzt deshalb nur eine eingeschränkte Lagerfähigkeit.

## Geschichte
Grimes Golden wurde 1802 als Zufallssämling von Thomas Grimes auf dem Grundstück eines Hofes gefunden, den er kurz zuvor erworben hatte. Gepflanzt wurde der Apfel vermutlich vom Siedler Edward Crawford, der seit 1790 mit der Apfelzucht experimentierte und seinen Hof an Grimes verkauft hatte. Ausgehend von diesem ersten Apfel pflanzte er eine Plantage der gut schmeckenden Äpfel. Trotzdem blieb Grimes Golden für Jahrzehnte nur eine lokale Berühmtheit, bis 1866 das Magazin The American Horticulturalist dem Apfel einen enthusiastischen Artikel widmete, der auch Obstanbauer außerhalb West Virginias auf die Frucht aufmerksam machte.
Der Originalbaum existierte über hundert Jahre, bis ihn 1905 ein Sturm zerstörte. Sein Holz diente dazu, zeremonielle Holzhämmerchen für die West Virginia Agricultural Society anzufertigen, die dann an Honoratioren der Gegend ausgegeben wurden. Teile des Stamms werden von der West Virginia University aufbewahrt. Golden Delicious verdrängte in den 1920ern und 1930ern Grimes Golden aus dem Erwerbsanbau. Zwar wurde dem Grimes oft noch überlegener Geschmack zugesprochen, Golden Delicious lieferte jedoch verlässlichere und höhere Erträge. Erst im späten 20. Jahrhundert erlebte Grimes Golden eine kleine Renaissance. Zusammen mit anderen alten amerikanischen Sorten wie Northern Spy, Arkansas Black, Roxbury Russet oder Newtown Pippin kehrte Grimes Golden wieder auf die Farmen einzelner Anbieter zurück und kann seitdem regional regelmäßig auf Märkten und in einigen Supermärkten gefunden werden.
Der Legende nach wurde der Baum von Johnny Appleseed in West Virginia gepflanzt, wo ihn Grimes später entdeckte. An der Stelle der Grimes-Golden-Entdeckung steht seit 1922 eine Gedenktafel für die Entdeckung, heute findet sich dort ein kleiner Gedenk-Park mit mehreren Apfelbäumen und einmal jährlich findet zu seiner Ehrung ein lokales Apfelfest statt. 1994 veröffentlichte die Indie-Rock-Band Further ihr Album Grimes Golden, für dessen Cover sie eine alte botanische Abbildung des Apfels verwendete.